# شراكة ديزل أو غاز CODOG

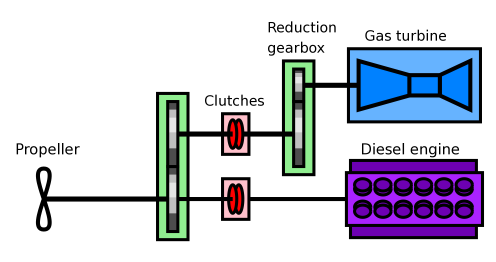
تكوين لشراكة ديزل أو غاز CODOG

تعد هذه الشراكة -وكذلك شراكة ديزل وغاز CODAG- من أكثر علاقات الدفع البحري المشترك شيوعاً، حيث يتم الجمع بين محرك/محركات ديزل مع توربين غازي أو أكثر في شراكة لتكوين الدفع اللازم للسفينة.
و يمتاز هذا النوع من الدفع المشترك «شراكة ديزل أو غاز CODOG» بصندوق التروس الأكثر بساطة، ولكن التوربين الغازي ومحرك الديزل لا يمكنهما نقل الطاقة إلى عمود الرفاص (المروحة/الدافع/الداسر) في نفس الوقت، لأن هذا من شأنه أن يجبر محرك الديزل على الشغل بسرعة عالية جدا.
وعموماً فإن محرك الديزل يتم مطابقته على صندوق التروس لذلك يتم التحصل على عدد اللفات المطلوبة في الدقيقة rpm على سرعة الإبحار (التجوال) Cruise speed
أما العيب الرئيسي في هذه الشراكة فهو أن التوربينات الغازية يجب أن توفر كل الطاقة المطلوبة للحصول على السرعة القصوى Top speed.
هذا الدفع البحري المشترك لازم لدفع السفن التي تحتاج إلى سرعة قصوى TO speed أسرع بكثير من سرعة التجوال Cruise speed، كما في حالة السفن الحربية مثل الفرقاطات الحديثة و الكورفيتات.

## أمثلة على سفن يتم الدفع فيها بنظم شراكة ديزل أو غاز CODOG
- فرقاطة ألفارو دي بازان
- فرقاطة هاليفاكس Halifax-class frigates في البحرية الملكية الكندية
- فرقاطة بريمن Bremen-class frigate في البحرية الألمانية
- فرقاطة براندينبورج Brandenburg-class frigates في البحرية الألمانية
- فرقاطة جريجوريو ديل بيلار Gregorio del Pilar-class frigates في البحرية الفلبينية
- فرقاطة أنزاك Anzac-class frigates في البحرية الملكية الأسترالية و البحرية الملكية النيوزيلاندية
- فرقاطة ميكو A200 في القوات البحرية الجزائرية
- فرقاطة بيدر سكرام Peder Skram-class frigates في القوات البحرية الملكية الدنماركية
- كورفيت بوهانج Pohang-class corvettes في بحرية جمهورية كوريا و القوات البحرية المصرية
- كورفيت فيسبي Visby-class corvettes في القوات البحرية السويدية
- فرقاطة شيفاليك Shivalik-class frigates في البحرية الهندية
- فرقاطة نيتروي Niterói-class frigates في البحرية البرازيلية
- فرقاطة الصواريخ الموجهة BNS Bangabandhu في البحرية البنجلاديشية
- فرقاطة جيبارد Gepard-class frigates في البحرية الروسية و البحرية الفيتنامية الشعبية